# Alcides da Costa Vidigal
Alcides da Costa Vidigal (São Paulo, 1 de agosto de 1895 — São Paulo, 19 de dezembro de 1958) foi um advogado, político e administrador brasileiro.
Paulistano, filho de Afrodísio Vidigal e Luísa Benvinda da Costa Carvalho Vidigal, casou-se com Tercília Teixeira de Camargo, com quem teve cinco filhos, e, depois de enviuvar, com Maria da Costa Carvalho, com quem teve sete filhos.

## Biografia
Formado em Direito pela Faculdade de Direito da Universidade de São Paulo no Largo de São Francisco, teve atuação de destaque na OAB. Seu pai, Afrodisio, ficou cego em 1914 e fechou o escritório de advocacia que tinha até então. Alcides da Costa Vidigal formou-se em Direito pela Faculdade de Direito da Universidade de São Paulo em fins de 1916 e logo abriu um escritório ao qual deu o nome de seu pai. Com o passar do tempo, passaram a fazer parte do escritório Frederico da Costa Carvalho, Cássio da Costa Carvalho, Gilberto Vicente de Azevedo, Geraldo de Camargo Vidigal e Gil Costa Carvalho. 
Afrodisio morreu em fevereiro de 1938. Quando Alcides e Frederico morreram, em dezembro de 1958, faziam parte do escritório apenas Cássio, Gil e Geraldo, Cássio e Gil continuaram juntos e Geraldo abriu um escritório próprio. Tempos depois, Geraldo criou a sociedade Vidigal Advogados Associados.
Foi presidente por três mandatos do Instituto dos Advogados de São Paulo, deputado federal, presidente da Caixa Econômica Federal e do Banco do Brasil, bem como diretor do Banco de São Paulo e do Banco Paulistano. Foi cotado para assumir o Ministério da Fazenda, mas não aceitou o convite em solidariedade ao seu antecessor, José Maria Whitaker.
Atuou na Cosipa, fundada por Plinio de Queiroz e vários outros sócios do Instituto de Engenharia. Em 1956, desejando fazer a COSIPA funcionar. o Governador Jânio Quadros promoveu substancial e necessário aumento de capital da mesma, assumiu seu controle e convidou Alcides para ser seu Presidente. Como tal, Alcides promoveu a aquisição dos equipamentos necessários para o início do funcionamento, mas não teve tempo para vê-la funcionar porque faleceu antes disso. A COSIPA começou a funcionar em 1960.
Dentre os seus filhos do primeiro casamento estão o ex-professor catedrático da Faculdade de Direito do Largo São Francisco, fundador e ex-presidente da Serasa, Geraldo de Camargo Vidigal, poeta, membro da Academia Paulista de Letras; o advogado e diretor de bancos Marcello de Camargo Vidigal, o engenheiro Rubens de Camargo Vidigal, além de suas filhas Yolanda Vidigal Meyer, fundadora do Externato Vera Cruz e Heloisa Vidigal Barbosa de Almeida. Já entre os filhos do segundo casamento temos o advogado Roberto Carlos da Costa Carvalho Vidigal, o engenheiro e co-fundador da Sociedade Brasileira de Defesa da Tradição, Família, Propriedade (TFP) Celso da Costa Carvalho Vidigal, o advogado Alcides da Costa Vidigal Filho, a religiosa Marta Maria de Sion, o Desembargador Maurício da Costa Carvalho Vidigal, Fernando da Costa Carvalho Vidigal e Carmen Vidigal Martinelli.